# دیک اسکات (مورخ)
دیک اسکات (انگلیسی: Dick Scott; زاده ۱۷ نوامبر ۱۹۲۳ – درگذشته ۱ ژانویهٔ ۲۰۲۰) روزنامه‌نگار، و تاریخ‌نگار اهل نیوزیلند بود. کتاب اول اسکات، ۱۵۱ روز (۱۹۵۲)، گزارشی از اختلاف در سالن اسکویی نیوزیلند در سال ۱۹۵۱ (بزرگترین و گسترده‌ترین اعتصاب در تاریخ نیوزلند) بود. او ۱ ژانویه ۲۰۲۰ درگذشت.